# Corestheta minima
Corestheta minima är en skalbaggsart som beskrevs av Stefan von Breuning 1958. Corestheta minima ingår i släktet Corestheta och familjen långhorningar. Inga underarter finns listade i Catalogue of Life.